# 眭弘
眭弘（？—前78年），字孟，魯国蕃县（今山东省滕州市）人，西汉时期人物。
眭弘少年為游侠，斗鸡走馬，年長折節讀書，学《春秋》公羊传，弟子达百人以上。因通晓经书任議郎，官至符節令。
汉昭帝元鳳三年（前78年），泰山、莱蕪山有人听到数千人人声，人去现场見到大石自立，三石为足。傍有白烏数千只聚集。当时昌邑国有枯社木吹到复生，上林苑中大柳树断枯卧地，也自立复生，有虫食树叶成文字为“公孙病已立”。眭弘解释「此当有从匹夫为天子者。枯社木复生，故废之家公孙氏当复兴者也」。他让友人内官長上奏「漢朝皇帝应该寻访贤人，禅让帝位給類似殷王、周王的后裔，退居封国为諸侯，来顺应天命」。当時、辅佐昭帝掌握实权的大将軍霍光，把事情交给廷尉，眭弘和内官長以大逆不道被处死。
四年後，戻太子劉据之孫劉病已从民間迎立即位为皇帝，眭弘之子为郎官。眭弘的《春秋》公羊传学説传给了弟子严彭祖和姐姐的儿子颜安乐，二人为公羊传学者大成。貢禹也受到眭弘的教授。

## 延伸阅读
[在维基数据编辑]
 《漢書/卷075》，出自班固《漢書》